# Muhammad bin Tughluq
Muhammad bin Tughluq (sau Prințul Fakhr Malik, Jauna Khan, Ulugh Khan n. 1290 - d. 20 martie 1351) a fost sultan de Delhi, funcție deținută în perioada 1325 - 1351.
A fost cel mai mare fiu al lui Ghiyath al-Din Tughluq, fondatorul dinastiei Tughluq.
A ajuns la tron imediat după moartea tatălui, iar domnia sa a fost marcată de 22 de mișcări de rebeliune la adresa politicii sale.
A fost un erudit, familiarizat cu cultura persană, cu înclinații către matematică, astronomie, filozofie.
Încă de la începutul domniei sale a trebuit să se confrunte cu iminența unei invazii mongole, pe care a reușit să o contracareze.
A mărit impozitul agricol, ceea ce a determinat țăranii să își părăsească terenurile cultivate; atunci sultanul i-a readus cu forța, pedepsindu-i sever.
A extins granițele sultanatului, motiv pentru care a mutat capitala de la Delhi la Daulatabad.
Inspirat de dinastia Song, introduce o monedă fiduciară din alamă și din cupru pentru a le înlocui pe cele tezaurizate din aur și argint, măsură care s-a dovedit ineficientă, căci astfel de monede erau ușor de falsificat.
Către finalul domniei sale, imperiul său s-a scindat.
Își pierde viața în timpul unei campanii militare, fiind succedat de un văr.

## Legături externe
- Encyclopædia Britannica – Muhammad ibn Tughluq